# Selchow (Schönefeld)

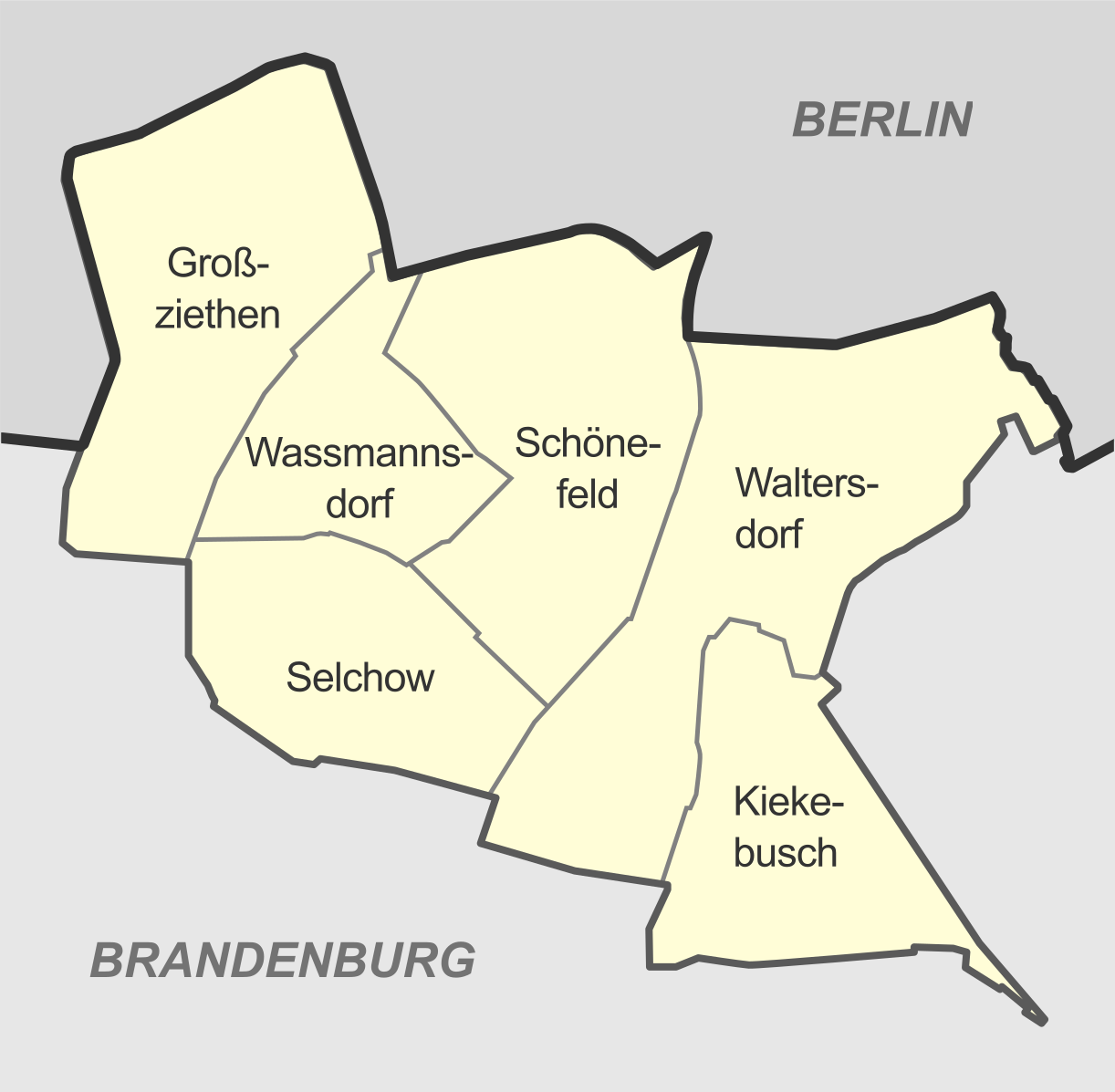
Ortsteile der Gemeinde Schönefeld, darunter Selchow

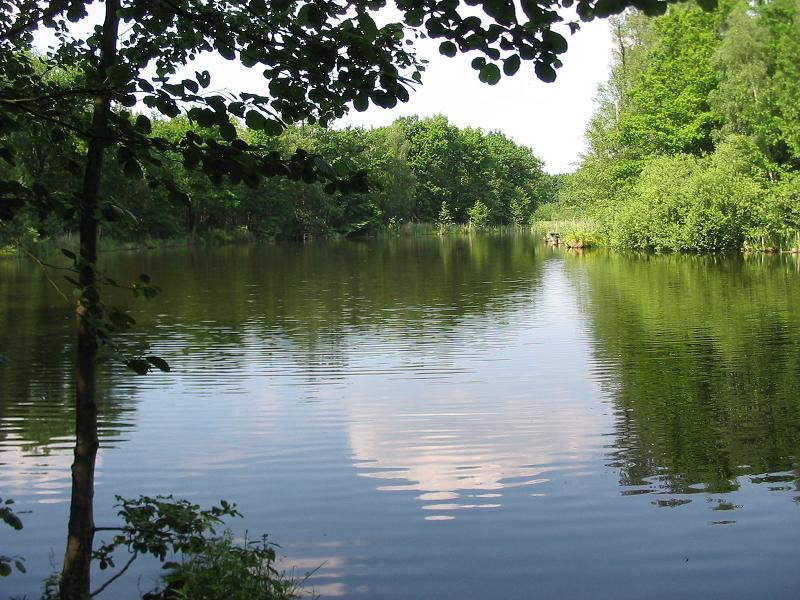
Selchower See, zwischen Selchow und Mahlow

Das kleine Dorf Selchow ist einer der sechs Ortsteile der Gemeinde Schönefeld im Landkreis Dahme-Spreewald südlich von Berlin. Es grenzt in seinem Osten und Süden unmittelbar an den Flughafen Berlin Brandenburg und liegt zwischen dessen südlicher und dem Ende der nördlichen Start- und Landebahn.

## Geografische Einordnung
Selchow grenzt im Uhrzeigersinn an folgende Ortschaften (im Norden beginnend): Waßmannsdorf, Schönefeld, Groß-Kienitz, Glasow, Mahlow und Großziethen.

## Geschichte und Etymologie

### 14. und 15. Jahrhundert

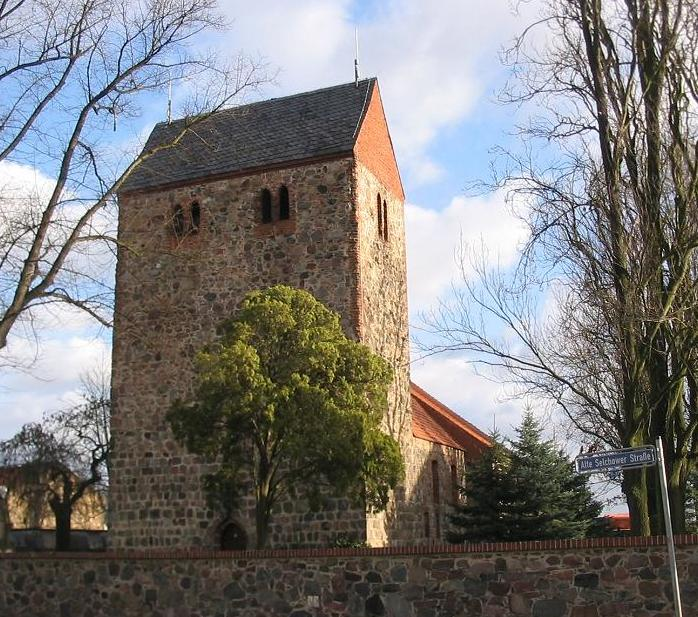
Feldsteinkirche, 13. Jahrhundert

Das Dorf wurde in einer Übertragung der Lehensanwartschaft und Renten des Henning von Schönefeld als Selichow 1373 erstmals urkundlich erwähnt. Den Namen leitet Gerhard Schlimpert aus dem slawischen Ortsnamen Zel-chow = Ort des Zelch ab. Der Ort muss jedoch schon früher besiedelt worden sein, denn im 13. Jahrhundert gab es bereits eine Dorfkirche. Das Straßen- oder Sackgassendorf gehörte (vor 1242?) bis etwa 1440 der Familie von Selchow, die um 1375 zusammen mit Schönefeld und Diricke das Ober- und Untergericht sowie 30 Hufen hielten. Den Wagendienst sowie die Hebungen erhielt die Burg Wusterhusen, der Markgraf die Bede von drei Hufen sowie die Familie Dahlwitz die Hebungen von vier Hufen. Der Ort war im Jahr 1375 insgesamt 57 Hufen Groß, davon erhielt der Pfarrer zwei abgabenfreie Pfarrhufen. Neun Hufen waren unbesetzt und wüst; es gab weiterhin acht Kötterhöfe und einen Krug.
Die weitere Besitzgeschichte gestaltet sich ausgesprochen komplex. Der Anteil derer von Selchow ging anschließend an die Witwen der Selchow, Krewitz und Hoppenrade sowie deren Angehörige über. Sie erhielten 1440 die Hebungen von zwei Vierhufnern sowie 1449 von zwei Hufen des Kruges und einem weiteren Hof. 1451 kam ein Sechstel des Ober- und Untergerichts, des Kirchenpatronats sowie ab 1472 Hebungen von einem Sechshufner, zwei Vierhufnern, zwei Hufen des Kruges, einem Einhufner, zwei Hufnern und einen Kötter hinzu. Diese Anteile kamen vor 1536 bis 1580 an den Bürger Mittelstraß aus Bernau bei Berlin. Er erhielt den Zins und die Rente von einem Sechshufner, zwei Vierhufnern, dem Krüger mit zwei Hufen, einem Einhufner sowie dem Küsterhof. Im Jahr 1551 kamen der Besitz der Familie Bardeleben hinzu sowie nach einem Vergleich mit der Familie Barfuß seit 1564 eine Hälfte der Straßengerechtigkeit, eine Hälfte der Feldgereichtigkeit, ein halbes Kirchenpatronat, eine Hälfte der Windmühle sowie ein freier Sitz mit fünf Hufen. Der Bürger Mittelstraß erhielt weiterhin die Schäfereigerechtigkeit, ab 1571 Abgaben und Dienste anteilig von vier Fünfhufnern, zwei Vierhufnern, dem Krüger mit sechs Hufen, einem Dreihufner, einem Einhufner, fünf Kötter, dem Küster sowie dem Schmied und Schneider. Anschließend trat von 1580 bis 1589 die Familie Guden (Göde) in die Güter der Familie Mittelstraß ein. Sie verkaufte diese Anteile an die Familie von Bardeleben, die folgende Güter erhielt: Ein halbes Ober- und Untergericht, ein halbes Kirchenpatronat, einen freien Sitz mit sieben freien Hufen, Hebungen und Dienste von zwei Fünfhufnern, vier Vierhufnern, Hebungen von einem Sechshufner, einem Vierhufner, einem Dreihufner, zwei Köttern, einem Schneider, einem Schmied sowie die Schäfereigerechtigkeit. Von der Familie von Barfuß erhielten sie die andere Hälfte der Ober- und Untergerichtsbarkeit sowie des Kirchenpatronats, den Müller mit vier Hufen, den Krüger mit sechs Hufen, einen Fünfhufner, zwei Dreihufner, die Dienste von einem Vierhufner der Mittelstraß, drei Kötter, einem Leineweber und einem Decker. Seit 1710 kamen auch die Einkünfte der von Liepe zu Blankenfelde hinzu. Diese Anteile gingen 1740 an die Herrschaft Königs Wusterhausen und wurden vom Amt Selchow bzw. vom Amt Königs Wusterhausen über das Dorf und Vorwerk verwaltet.
Ein zweiter Anteil kam vor 1518 an die Familie Kettlitz (Kittlitz). Sie gab es (vor?) 1518 bis 1589 an die Familie Barfuß weiter, die eine Hälfte der Ober- und Untergerichtsbarkeit, eine Hälfte des Kirchenpatronats, eine Hälfte der Straßengerechtigkeit sowie den gesamten Dienst und die Hebungen von einem Fünfhufner, einen Vierhufner, einem Dreihufner, einem Zweihufner sowie fünf Köttern erhielten. Nach dem bereits erwähnten Vergleich von 1546 mit der Familie Mittelstraß erhielten sie den Schulzen, den Müller sowie den Krüger mit sechs Hufen, einen Vierhufner sowie zwei weitere Bauern sowie die Hebungen von vier Köttern. Dieser Anteil kam 1589 an die Familie von Bardeleben.
Der dritte Anteil kam (vor?) 1430 bis nach 1472 an den Bürger Bergholz aus Cölln. Er besaß zwei Sechstel des Ober- und Untergerichts sowie zwei weitere Sechstel am Kirchenpatronat. Weiterhin erhielt er Hebungen von einem Fünfhufner, zwei Grashöfen sowie 1430 von vier Hufen des Krügers. 1463 waren es Einkünfte aus dem Krug mit sechs Hufen, einem Sechshufner, einem Dreihufner und einem Kötter sowie zwei Sechstel des Ober- und Untergerichts sowie des Patronats. Diese Anteil ging 1518 an die Familie Prünner und bereits 1519 bis 1554 an die Familie Rademann, die ihn wiederum spätestens 1589 an die Familie von Bardeleben verkaufte.
Ein vierter Anteil war vor 1450 bis 1710 im Besitz der Familie von der Liepe, die 1450 einen Anteil an der Obrigkeit und ab 1474 eine Hälfte des Ober- und Untergerichts, des halben Kirchenpatronats, des halben Dorfes sowie Dienste von zwei Hufner und drei Kötterhöfen erhielten. Sie verkauften nach 1480 ihren Anteil an der Gerichtsbarkeit, des Patronats sowie der Dienste und erhielten danach noch Hebungen von zwei Hufnern sowie drei Köttern, die 1565 und 1688 bestätigt wurden. Dieser Anteil ging 1710 an die Familie von Bardeleben.
Ein fünfter Anteil stand vor 1450 bis 1544 dem Bürger Strobant aus Berlin zu. Er erhielt Hebungen und das Angefälle auf die Einkünfte der Frauen Krewitz und Selchow sowie ab 1450 einen Anteil an der Obrigkeit, der 1480 bestätigt wurde. Dieser Anteil ging für ein Jahr an den Amtmann des Mühlenhofs Termo, der ihn mit Hebungen von 13 Personen einschließlich des Krügers 1545 an die Familie Bardeleben weitergab. Diese Familie erschien mit einem sechsten Anteil vor 1416. Sie hielten zu dieser Zeit ein Sechstel des Ober- und Untergerichts, einen Hof mit acht Hufen und einer freien Schäferei, einen Hof mit zwei Hufen, den Hof des Müllers sowie Hebungen vom Schulzenhof und ab 1545 die Hebungen des Termo von fünf Hufnen einschließlich des Krügers sowie acht Kötter.
1480 war die Gemarkung 60 Hufen groß, davon zwei Pfarrhufen. Für die verbliebenen 58 Hufen wurden Zinsen gezahlt: Der Schulze mit sechs Hufen, der Krüger mit acht Hufen, zwei Sechshufner, drei Fünfhufner, drei Vierhufner, ein Dreihufner, ein Zweihufner sowie fünf Kötter. Außerdem gab es eine Mühle.

### 16. Jahrhundert

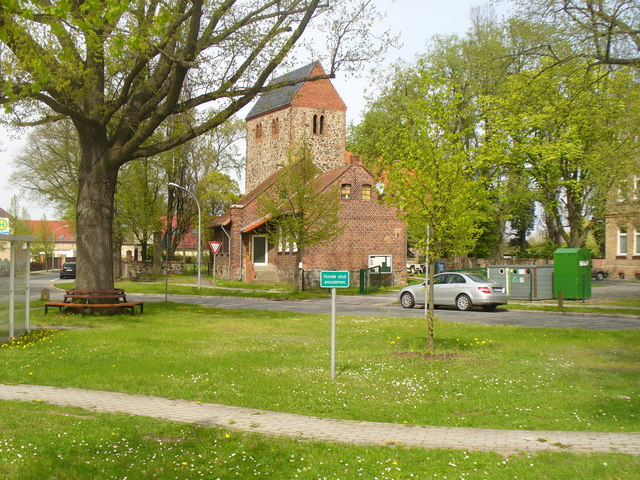
Dorfanger

Im Jahr 1536 wurde der Hof der von Bardeleben mit acht Hufen sowie einer freien Schäferei erwähnt. 1571 wurde der freie Sitz der Familie Mittelstraß mit fünf freien Hufen sowie der Schäfereigerechtigkeit erwähnt. In dem Vergleich aus dem Jahr 1564 sollte er offenbar zwei Kötter auf zuvor wüsten Höfen ansiedeln. 1589 war der Besitz der von Bardeleben auf sieben freie Hufen, der Schäfereigerechtigkeit, zwei Sechshufnern (darunter der Krüger), drei Fünfhufnern, fünf Vierhufnern (darunter der Müller), zwei Dreihufner, vier Kötter, einem Schmied, einem Schneider und einem Leineweber angewachsen.

### 17. und 18. Jahrhundert
Vor dem Dreißigjährigen Krieg gab es im Jahr 1624 in Selchow zwölf Hufner, einen Müller, sechs Kötter mit dem Schmied, einen Hirten, zwei Paar Hausleute und den Hirtenknecht. Es gab 53 Hufen und 5 Herrschaftshufen, von denen zwei Höfe und 17 Hufen abhingen, die der Frau von Bardeleben 1613 und 1616 freigewilligt wurden. Nach dem Krieg lebten 1652 noch der Schulze mit einem Knecht, zwei Bauern mit drei Söhnen und Stiefsöhnen sowie sechs Kötter mit einem Jungen im Ort.
1711 war es vier Hufner, vier Kötter, ein Schmied, ein Hirte, ein Schäfer, ein großer und ein kleiner Knecht sowie der Müller. Sie bewirtschafteten 36 Hufen und zahlten je acht Groschen Abgaben. 1745 erschien erstmals ein Vorwerk. Es gab sieben Bauern, sechs Kötter und einen Krug sowie eine Windmühle. 1771 standen in Selchow 12 Giebel (=Wohnhäuser). Es gab den Müller, einen Schmied, einen Hirten, drei Paar Hausleute, einen Schäfer einen Groß- und einen Kleinknecht. Die Abgaben lagen konstant bei acht Groschen für jeden der 36 Hufen.

### 19. Jahrhundert

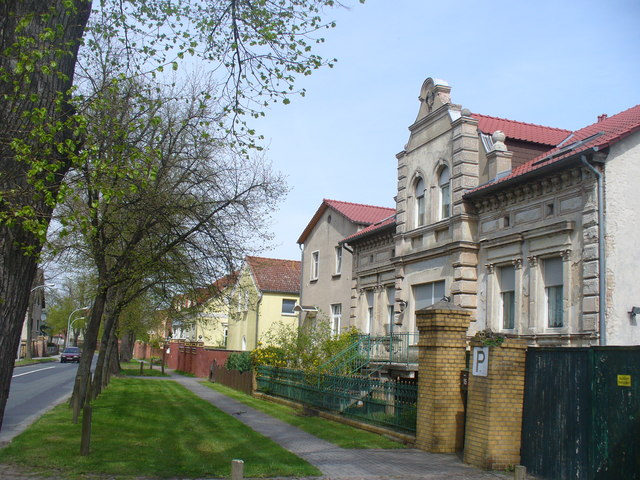
Alte Selchower Straße

Im Jahr 1801 gab es in Selchow zehn Ganzbauern, sechs Ganzkötter, zwei Büdner, vier Einlieger sowie eine Schmiede, einen Krug und eine Windmühle. Die Gemarkung war 36 Hufen, das Vorwerk 25 Hufen groß. Es gab 26 Feuerstellen (=Haushalte). 1840 standen im Dorf und Vorwerk 27 Wohnhäuser. 1858 lebten im Dorf 13 Hofeigentümer, die 25 Knechte und Mädge beschäftigten. Es gab sechs nebengewerbliche Landwirte, einen Arbeiter und 19 Besitzungen. Mittlerweile hatten sich auch zahlreiche Gewerke in Selchow niedergelassen. Es gab einen Schneidermeister, einen Zimmergesellen, einen Maurergesellen, einen Grobschmiedemeister mit drei Gesellen, einen Krug, einen Rentner („Rentier“) und zwei Arme. Im Gut lebten neben dem Gutseigentümer der Pächter sowie 18 Knechte und Mägde sowie 90 Tagelöhner. Das Gut war 2205 groß und wurde von einem Zimmergesellen, einen Gärtner, einem Verfertiger von Zündwaren und einem Rentner bewohnt. 1860 standen im Dorf drei öffentliche, 21 Wohn- und 42 Wirtschaftsgebäude. Hinzu kamen acht Wohn- und 30 Wirtschaftsgebäude im Gut, darunter eine Getreidemühle.

### 20. Jahrhundert
Um die Jahrhundertwende gab es im Dorf 31 Häuser, im Gut 11 Häuser. Der Bestand wuchs auf insgesamt 53 Wohnhäuser im Jahr 1931 an. Zuvor waren 1928 der Gutsbezirk mit dem Rittergut vereinigt worden. 1932 bestand die Gemeinde mit dem Wohnplatz Kleinbahnhof Selchow.
Nach dem Zweiten Weltkrieg wurde 1945 das Rittergut enteignet und in ein VEG umgewandelt. 36 Hektar der Fläche wurden aufgeteilt. 16 Bauern erhielten zusammen vier Hektar, acht Betriebe zusammen 27 Hektar. Weitere fünf Hektar entfielen auf Altbauern. 1960 gründete sich eine LPG vom Typ I mit zunächst 16 Mitgliedern und 232 Hektar Fläche. Im VEG arbeiteten zu dieser Zeit 99 Beschäftigte. 1967 schloss sich die LPG mit der LPG Typ I Waßmannsdorf zu einer LPG Typ III zusammen. Sie wurde 1973 als LPG Waßmannsdorf mit dem Betriebsteil Selchow weitergeführt. Daneben gab es das VEG Kombinat Waßmannsdorf mit dem Betriebsteil Selchow.

### 21. Jahrhundert

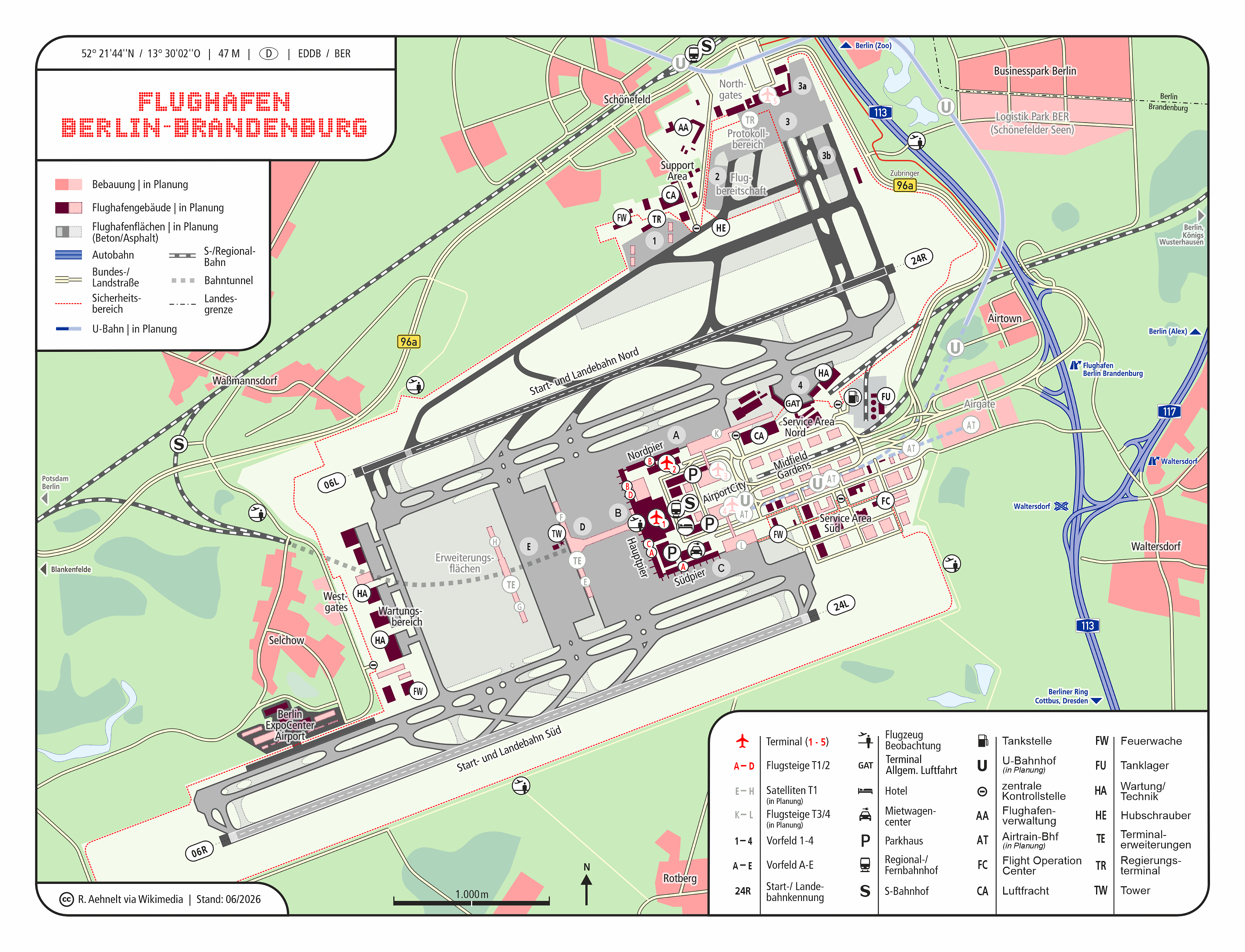
Selchows Verortung zwischen den beiden Start- und Landebahnen des Flughafens Berlin Brandenburg

Bedingt durch den Bau des neuen Flughafens Berlin Brandenburg (BER), der zum Teil auch auf Selchower Grundstücken liegt, mussten 35 Personen aus 13 Haushalten umgesiedelt werden. Die betroffenen Anwohner entschieden sich für den Ortsteil Großziethen; wer Selchow nicht verlassen wollte, konnte in ein neu errichtetes Mehrfamilienhaus umziehen. Der Abschluss der Umsiedlung wurde am 5. Juli 2005 gefeiert. Im August 2011 begann der Bau des Berlin ExpoCenter Airport im Süden der Ortschaft, das seit 2012 u. a. die ILA beherbergt.

## Bevölkerungsentwicklung
| Jahr      | 1734 | 1772 | 1801 | 1817 | 1840 | 1858                   | 1895 | 1925 | 1939 | 1946 | 1964 | 1971 | 2020 |
| Einwohner | 181  | 152  | 171  | 167  | 249  | Dorf: 167 und Gut: 113 | 473  | 514  | 484  | 560  | 522  | 479  | 174  |

## Verkehr
Selchow liegt am Berliner Außenring. Dort zweigt die Bahnstrecke Glasower Damm Ost–Bohnsdorf Süd zum Bahnhof Flughafen BER ab.
Zudem lag Selchow früher an der Bahnstrecke Berlin Hermannstraße–Zossen.
Durch Selchow verläuft die Bundesstraße 96a, sowie die Landstraße 75. Über die Landstraße ist im Westen die Bundesstraße 96 angebunden. Nächste Autobahnanschlussstelle ist die Anschlussstelle Schönefeld-Süd der Bundesautobahn 113.
Der Ort ist über eine Buslinie mit dem Flughafen Berlin-Brandenburg verbunden.

## Sehenswürdigkeiten
- Die Dorfkirche Selchow ist eine romanische Feldsteinkirche aus der ersten Hälfte des 13. Jahrhunderts. Die Fenster wurden um 1700 zum Teil vergrößert; das Bauwerk in den Jahren 1972 und 1973 restauriert. Im Innern befinden sich unter anderem ein zweigeschossiger Kanzelaltar und eine Fünte aus dem Jahr 1710 sowie ein Kruzifix, das Ende des 15. Jahrhunderts geschaffen wurde.
- Selchower See

## Wappen
Blasonierung: „Auf blauem Grund über grünem Schildfuß eine silberne Kirche in Seitenansicht. Im heraldisch linken Obereck zwei gegensätzige, ineinander gelegte Hufeisen in S-Form.“
Das Wappen spiegelt markante Punkte des Ortes wider, zum einen die Kirche und zum anderen die Pferde, die den Einwohnern zahlenmäßig überlegen sind. Die Hufeisenanordnung als S entstammt dem Anfangsbuchstaben des Ortsnamens.

## Sohn des Ortes
- Arno Zerbe (1941–2012), Fußballspieler